# Reginald Graham, 3. Baronet
Sir John Reginald Noble Graham, 3. Baronet VC OBE (* 17. September 1892 in Kalkutta, Britisch-Indien; † 6. Dezember 1980 in Edinburgh) war ein britischer Offizier.

## Leben
Er war der älteste Sohn des Sir John Frederick Noble Graham, 2. Baronet (1864–1936), aus dessen Ehe mit Irene Maud Campbell († 1958). Er besuchte das Eton College und studierte am Trinity College der Universität Cambridge.
Anlässlich des Ersten Weltkriegs trat er in die British Army ein und wurde Lieutenant der Argyll and Sutherland Highlanders (Princess Louise’s). 1916 wurde er zum Machine Gun Corps abgestellt und an die Mesopotamienfront entsandt. In Anerkennung seiner herausragenden Tapferkeit bei einem Gefecht um Samarra am 22. April 1917, bei dem er verwundet wurde, wurde er am 14. September 1917 mit dem Victoria Cross ausgezeichnet. Nach Genesung von seiner Verwundung wurde er erneut an der Mesopotamienfront und schließlich 1918 an der Palästinafront eingesetzt und hatte bei Kriegsende den Rang eines Major erreicht.
Nach Kriegsende kehrte er zunächst in seinen Heimatort Cardross in Argyllshire zurück und betätigte sich in der Folgezeit im Unternehmen seiner Familie im Handel mit Britisch-Indien. Von 1927 bis 1928 war er Vorsitzender der Handelskammer von Karatschi. Parallel diente er zeitweise als Kavallerieoffizier in der Britisch-Indischen Armee.
Beim Tod seines Vaters erbte er 1936 dessen Adelstitel als 3. Baronet, of Larbert House in Larbert and of Househill in Dunipace in the County of Stirling, der 1906 seinem Großvater verliehen worden war.
Als Lieutenant-Colonel des zur Territorial Force gehörenden 9. Bataillons der Argyll and Sutherland Highlanders diente er auch im Zweiten Weltkrieg und wurde 1946 als Officer des Order of the British Empire (OBE) ausgezeichnet.
Von 1959 bis 1979 hatte er als Gentleman Usher of the Green Rod das Amt des Ordensdieners des Distelordens inne.
Am 8. November 1920 hatte er Rachel Septima Sprot, Tochter des Sir Alexander Sprot, 1. Baronet, geheiratet. Mit ihr hatte er eine Tochter, Lesley Graham (1921–2015), die 1945 Jock Wykeham Strang Steel, Sohn des Sir Samuel Strang Steel, 1. Baronet heiratete, sowie einen Sohn, John Alexander Noble Graham (1926–2019), der ihn bei seinem Tod, 1980, als 4. Baronet beerbte.